# タウイタウイ州
タウイタウイ州 (タウイタウイしゅう、Province of Tawi-Tawi) は、フィリピン南西部のスールー諸島にある州で、バンサモロ自治地域に属している。タウイタウイ州はもともとスールー州の一部であったが、分離してできた。面積は1,087.4km2、人口は440,276人（2020年）。州都はパングリマ・スガラであるが、ボンガオが事実上行政の中心となっている。第二次世界大戦時に、日本軍の泊地があったことで知られるタウイタウイ島がある。

## 地
スールー諸島の南側を占めている。最大の島はタウイタウイ島で、西に隣接して空港のあるサンガサンガ島があり、最大の街のボンガオがあるボンガオ島はその南東に隣接している。北東にはスールー州があり、南西にはカリマンタン島（ボルネオ島）で、マレーシア領のサバ州がある。カリマンタン島との間にシブツ島を挟み、南にセレベス海、北にスールー海を臨む。
スールー海上のタウイタウイ州本土とパラワン島との間には、有人の島カガヤン・タウイタウイ島（旧称カガヤン・スールー島）があり、この州に属している。島の中心集落はマプン（Mapun）＝旧称カガヤン・デ・タウイタウイ（Cagayan de Tawi-Tawi）である。

## 衛生
タウイタウイ州は、パラワン州やスールー州などとともに、熱帯性マラリアの発生地域でもあり、感染に悩まされている。

## 住民

### 民族
タウスグ族が居住する。

### 言語
タウスグ語が話されている。

### 宗教
フィリピンのイスラム教を参照。